# Пантюхов, Иван Иванович
Иван Иванович Пантюхов (19 [31] июля 1836, Новгород-Северский, Черниговская губерния — 15 [28] июня 1911, Киев) — русский врач, антрополог, публицист.
Отец Олега Пантюхова — одного из основателей русского скаутского движения.

## Биография

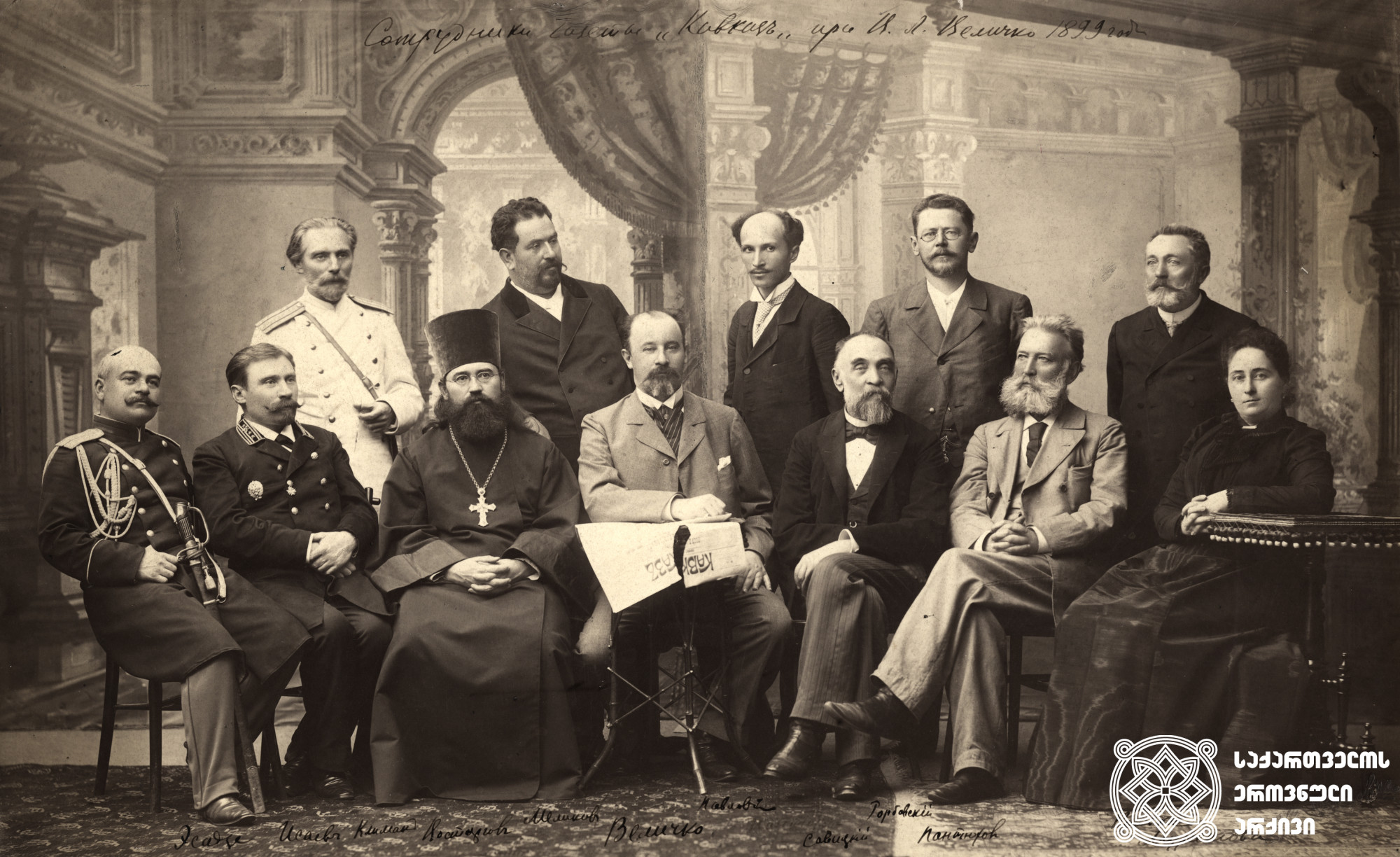
Редакция газеты «Кавказ» 1899 году. В центре сидит редактор газеты Василий Величко, а 2-й справа — Иван Пантюхов

Родился 29 июля 1836 года в деревне Берёза Глуховского уезда Черниговской губернии в имении, принадлежащем его матери, Ираиде Петровне (урождённой Гриневич). Закончив три года гимназии в Чернигове, где служил его отец — чиновник, он продолжил обучение в Новгород-Северской гимназии, где начал свою литературную деятельность — его статьи печатались в «Черниговских губернских ведомостях». Затем Иван Пантюхов поступил на медицинский факультет Университета св. Владимира в Киеве, закончил который в 1862 году. В этом же году он в качестве врача был командирован в действующую армию, в район боевых действий на Кавказе. В армии, как и в университете, он продолжал писать статьи, печатавшиеся в различных журналах. В 1864 году в одном из боёв с горцами он получил тяжёлые ранения, которые заставили его покинуть военную службу. В 1869 году Пантюхов стал смотрителем училища, а в 1872 году получил должность врача и наставника в Киевской учительской семинарии. В 1873 году он занял должность земского врача во Владимирской губернии. В 1874 году Пантюхов вновь поступил на военную службу — сперва как ординатор Киевского военного госпиталя, а затем, уже во время Русско-турецкой войны, как врач для особых поручений. После войны Пантюхов работал в Киевском военном госпитале, и военным врачом в Одессе. В 1885—1889 годах Пантюхов занимал должность начальника отделения в Главном военно-медицинском управлении, а с 1889 по 1902 год работал врачом для особых поручений Пятого класса при Кавказском военном округе. В 1902 году Иван Иванович вышел в отставку, поселился в Киеве, где продолжил научную и публицистическую деятельность. Скончался он 15 июня 1911 года.

## Труды
- Женщины-лекарки. Киев, 1869.
- Доктора и знахарки. Киев, 1869.
- Лекарственные растения Южной России. Киев, 1869.
- Краткая всеобщая история. Киев, 1871.
- Статистические заметки о детской смертности в Киеве: Сообщение И. И. Пантюхова О-ву киев. Врачей. Киев, 1874.
- Статистические и санитарные очерки Киева. Киев, 1875.
- О лечении простыми средствами. К., 1875.
- О народной медицине в юго-западном крае. К., 1875.
- Беседы о здоровье. К., 1876.
- Доктора и знахари. К., 1876.
- Селение Холуй. Киев, 1877.
- Кому будет принадлежать Балканский полуостров. Санкт-Петербург, 1880.
- Теплые минеральные источники Болгарии. К., 1882.
- Население города Одессы. Одесса, 1885.
- Медицинские каталоги германской армии на военное время. СПб., 1887.
- Зоб в Сванетии. СПб., 1890.
- Малярия и парши в Абхазии. Спб., 1890.
- Влияние переселения в Закавказский край на физическое развитие русских. 1891.
- Антропологические типы Кавказа. СПб., 1893.
- Антропологические наблюдения на Кавказе. Тифлис, 1893.
- Аномалии пальцев между туземцами Кавказа. СПб., 1893.
- Расы Кавказа. Тифлис, 1900.
- Кобулеты как приморский курорт. Тифлис, 1900.
- Современные лезгины. Тифлис, 1901.
- Ингуши. Тифлис, 1901.
- Куреневка: Медико-антропологический очерк. Киев, 1904.
- О раннем поседении волос. Киев, 1908.
- Значение антропологических типов в русской истории. 1909.
- Малорусский тип. Эпоха литовско-польская. 1910.